# Bill Dana
Bill Dana (született William Szathmary) (Quincy, Massachusetts, 1924. október 5. – Nashville, Tennessee, 2017. június 15.) magyar származású amerikai komikus, színész, forgatókönyvíró.

## Filmjei

### Mozifilmek
- I Want My Mummy (1966, rövidfilm, hang)
- The Busy Body (1967)
- Un italiano in America (1967)
- Harrad Summer (1974)
- I Wonder Who's Killing Her Now? (1975)
- A meztelen bomba (The Nude Bomb) (1980)
- Lena's Holiday (1991)

### Tv-filmek
- Alice in Wonderland or What's a Nice Kid Like You Doing in a Place Like This? (1966, hang)
- Windows, Doors & Keyholes (1978)
- A Guide for the Married Woman (1978)
- Murder in Texas (1981)
- I've Had It Up to Here (1982)

### Tv-sorozatok
- The Steve Allen Show (1960, egy epizódban)
- Swinging Spiketaculars (1960, három epizódban)
- The Spike Jones Show (1960–1961, tíz epizódban)
- The New Steve Allen Show (1961, négy epizódban)
- Make Room for Daddy (1961–1963, nyolc epizódban)
- The Bill Dana Show (1963–1965, 42 epizódban)
- The Red Skelton Show (1965, egy epizódban)
- The Hollywood Palace (1965–1968, hat epizódban)
- Bob Hope Presents the Chrysler Theatre (1966, egy epizódban)
- Batman (1966, egy epizódban)
- The Man from U.N.C.L.E. (1967, egy epizódban)
- A balfácán (Get Smart) (1967, 1969, két epizódban)
- That’s Life (1968, egy epizódban)
- The Courtship of Eddie's Father (1969, egy epizódban)
- Love, American Style (1970, egy epizódban)
- The Snoop Sisters (1972, egy epizódban)
- The Bob Hope Show (1973, egy epizódban)
- Police Woman (1975, egy epizódban)
- McMillan & Wife (1975, egy epizódban)
- Ellery Queen (1976, egy epizódban)
- Switch (1976, egy epizódban)
- The Practice (1976, egy epizódban)
- Rosetti and Ryan (1977, két epizódban)
- Vega$ (1978, egy epizódban)
- Flying High (1978, egy epizódban)
- $weepstake$ (1979, egy epizódban)
- Here's Boomer (1981, egy epizódban)
- Fantasy Island (1981, egy epizódban)
- Too Close for Comfort (1981–1982, két epizódban)
- The Facts of Life (1981, 1982, két epizódban)
- No Soap, Radio (1982, öt epizódban)
- Zorro and Son (1983, öt epizódban)
- Egy kórház magánélete (St. Elsewhere) (1986–1988, három epizódban)
- Sledge Hammer! (1987, egy epizódban)
- The Smothers Brothers Comedy Hour (1988, egy epizódban)
- Öreglányok (The Golden Girls) (1988–1992, hat epizódban)
- Lenny (1991, egy epizódban)
- Empty Nest (1994, egy epizódban)

## További információ
- Bill Dana a PORT.hu-n (magyarul)
- Bill Dana az Internetes Szinkronadatbázisban (magyarul)
- Bill Dana az Internet Movie Database-ben (angolul)
- Bill Dana a Rotten Tomatoeson (angolul)